# City of Wax
City of Wax er en kort amerikansk dokumentarfilm fra 1934, produceret af Horace og Stacy Woodard.
Filmen handler om en bis liv og er fortalt af Gayne Whitman.
Filmen vandt en Oscar for bedste kortfilm (Nyhed) i 1935.